# 黒岩義勝
黒岩 義勝（くろいわ よしかつ、1886年（明治19年）2月13日 - 1947年（昭和22年）8月1日）は、日本の陸軍軍人。最終階級は陸軍中将。

## 履歴
1886年（明治19年）2月、高知県香美郡山北村（現・香南市）に生まれた。1904年（明治37年）第一中学校卒を経て、1905年（明治38年）11月、陸軍士官学校（第18期）を卒業。翌年6月、歩兵少尉任官。
歩兵第78連隊（龍山）付などを経て、1932年（昭和7年）12月、歩兵大佐に昇進し福島連隊区司令官に就任。1934年（昭和9年）1月、歩兵第27連隊長（旭川）となり、陸軍士官学校予科生徒隊長を経て、1937年（昭和12年）8月、陸軍少将に進級し歩兵第22旅団長に就任、満州に赴任した。1939年（昭和14年）10月、陸軍中将に進み、ハルビンで新設の第24師団長に親補された。
1941年（昭和16年）3月、参謀本部付となり、同年4月、待命そして予備役編入となった。1945年（昭和20年）3月、召集され高知連隊区司令官兼高知地区司令官に就任し終戦を迎えた。1947年（昭和22年）8月1日没。

## 栄典
- 1939年（昭和14年）11月13日 - 勲二等瑞宝章[2]

## 参考資料
- 『高知県人名事典』高知市民図書館、1970年。
- 福川秀樹『日本陸軍将官辞典』芙蓉書房出版、2001年。
- 外山操編『陸海軍将官人事総覧 陸軍篇』芙蓉書房出版、1981年。